# Cshongdzsu
Cshongdzsu (Cheongju) a dél-koreai Észak-Cshungcshong (Chungcheong) tartomány székhelye, 128 kilométerre délkeletre található Szöultól. Innen származik a Csikcsi (Jikji), a világ első, mozgatható fémbetűs nyomtatással készített könyve.

## Közigazgatása
| Cshongdzsu (Cheongju) közigazgatása | Cshongdzsu (Cheongju) közigazgatása | Cshongdzsu (Cheongju) közigazgatása | Cshongdzsu (Cheongju) közigazgatása | Cshongdzsu (Cheongju) közigazgatása | Cshongdzsu (Cheongju) közigazgatása | Cshongdzsu (Cheongju) közigazgatása | Cshongdzsu (Cheongju) közigazgatása | Cshongdzsu (Cheongju) közigazgatása |
| Kerület                             | Hangul                              | Handzsa (Hanja)                     | Terület (km²)                       | Mjon (Myeon)                        | Up (Eup)                            | Tong (Dong)                         | Népesség (2015)                     |                                     |
| ----------------------------------- | ----------------------------------- | ----------------------------------- | ----------------------------------- | ----------------------------------- | ----------------------------------- | ----------------------------------- | ----------------------------------- | ----------------------------------- |
| Szangdang-ku (Sangdang-gu)          | 상당구                              | 上黨區                              | 404,42                              | 5                                   |                                     | 8                                   | 176 424                             |                                     |
| Szovon-ku (Seowon-gu)               | 서원구                              | 西原區                              | 122,59                              | 2                                   |                                     | 9                                   | 220 045                             |                                     |
| Hungdok-ku (Heungdeok-gu)           | 흥덕구                              | 興德區                              | 198,32                              | 2                                   | 1                                   | 8                                   | 253 426                             |                                     |
| Cshongvon-ku (Cheongwon-gu)         | 청원구                              | 淸原區                              | 214,98                              | 1                                   | 2                                   | 5                                   | 182 017                             |                                     |